# Michael Ventris
Michael George Francis Ventris (Wheathamstead, Hertfordshire; 12 de julio de 1922-Hatfield, 6 de septiembre de 1956) fue un arquitecto británico. Gran aficionado a las lenguas clásicas desde niño y especialmente al latín y al griego. En 1952, consiguió descifrar que el griego es el idioma que refleja el silabario Lineal B, abriendo un nuevo campo de investigación filológica.

## Biografía
Cursó estudios en Inglaterra y Suiza, y más tarde en la Stowe School (Buckinham, Inglaterra) de 1935 a 1939. En 1940 comenzó sus estudios de arquitectura, aunque fueron interrumpidos por la Segunda Guerra Mundial, por la cual sirvió en la RAF como navegante de bombarderos.
Una vez que se graduó como arquitecto en 1948 con honores y obtuvo un empleo estable, se casó con Lois Knox Niven, con la que tuvo dos hijos: Nicholas («Nikki») y Tessa.
Michael Ventris murió en 1956 en un accidente de circulación.

## Desciframiento del Lineal B
En 1936, tras asistir entusiasmado a una conferencia en Burlington en la que Sir Arthur Evans mencionaba las escrituras cretenses (Lineal A y Lineal B) y la incapacidad de los arqueólogos para descifrarlas, se dedicó en sus ratos libres a intentar leerlas y traducirlas. Primero pensó que tenían relación con el etrusco y así llegó a publicar a los dieciocho años su primer artículo sobre el tema. Más tarde se dio cuenta de su error y buscó otras posibles explicaciones en lenguas afines, como el griego clásico, hacia donde dirigió sus esfuerzos desde entonces.
En sus ratos libres dedicó una gran cantidad de tiempo, dinero y esfuerzo al estudio y comprensión del Lineal B, que fue su gran obsesión. Pasó varios años probando distintas combinaciones de signos, manteniendo abundante correspondencia con varios expertos (como la doctora estadounidense Alice Kober) y leyendo las copias de las distintas tablillas publicadas en revistas arqueológicas (como Scripta Minoa I y II). Se creó un pequeño grupo de estudiosos que regularmente compartían sus notas sobre su trabajo en la Lineal B y así puede comprobarse el avance progresivo en el desciframiento. 
El día 24 de junio de 1952, en una entrevista para la BBC, dio a conocer al mundo sus primeras traducciones completas del Lineal B. Días más tarde se reunió con el especialista en lenguas clásicas, John Chadwick, con quien pudo descifrar y comprender plenamente la Lineal B.
Su primer trabajo conjunto apareció en el año 1953 en la revista The Journal of Hellenic Studies. Aunque al principio fue aceptado por muy pocos, nuevas tablillas corroboraron que la Lineal B se usó para escribir un dialecto arcaico del griego, que acabó llamadándose griego micénico.

## Eponimia
- El cráter lunar Ventris lleva este nombre en su memoria.[4]